# Bogosia curvaverpa
Bogosia curvaverpa är en tvåvingeart som beskrevs av Barraclough 1985. Bogosia curvaverpa ingår i släktet Bogosia och familjen parasitflugor.
Artens utbredningsområde är Elfenbenskusten. Inga underarter finns listade i Catalogue of Life.